# مونته‌لئونه دی فرمو
مونته‌لئونه دی فرمو (به ایتالیایی: Monteleone di Fermo) یک کومونه در ایتالیا است که در استان فرمو واقع شده‌است.

## خصوصیات
مونته‌لئونه دی فرمو ۸٫۱ کیلومترمربع مساحت و ۴۴۹ نفر جمعیت دارد.